# Guilherme Luís de Württemberg
Guilherme Luís de Württemberg (em alemão: Wilhelm Ludwig von Württemberg; Estugarda, 7 de janeiro de 1647 — Hirsau, 23 de junho de 1677) foi o governante do ducado de Württemberg de 1674 até à sua morte em 1677.

## Família
Guilherme Luís foi o nono filho do duque Everardo III de Württemberg e da princesa Ana Catarina de Salm-Kyrburg. Os seus avós paternos eram o duque João Frederico de Württemberg e a marquesa Bárbara Sofia de Brandemburgo. Os seus avós maternos eram o príncipe João Casimiro de Salm-Kyrburg e a princesa Doroteia de Salm-Kyrburg.

## Casamento e descendência
Guilherme casou-se com a condessa Madalena Sibila de Hesse-Darmstadt de quem teve quatro filhos:
- Leonor Doroteia de Württemberg (1674-1683), morreu aos nove anos de idade;
- Everarda Luísa de Württemberg (1675-1707);
- Everardo Luís de Württemberg (18 de setembro de 1676 - 31 de outubro de 1733), duque de Württemberg, casado com Joana Isabel de Baden-Durlach; com descendência;
- Madalena Guilhermina de Württemberg (7 de novembro de 1677 - 30 de outubro de 1742), casada com Carlos III Guilherme de Baden-Durlach; com descendência.

## Morte
Guilherme morreu subitamente aos trinta anos de paragem cardíaca.

## Genealogia
| Guilherme Luís de Württemberg | Pai: Everardo III de Württemberg  | Avô paterno: João Frederico de Württemberg | Bisavô paterno: Frederico I, Duque de Württemberg              |
| Guilherme Luís de Württemberg | Pai: Everardo III de Württemberg  | Avô paterno: João Frederico de Württemberg | Bisavó paterna: Sibila de Anhalt                               |
| Guilherme Luís de Württemberg | Pai: Everardo III de Württemberg  | Avó paterna: Bárbara Sofia de Brandemburgo | Bisavô paterno: Joaquim III Frederico, Eleitor de Brandemburgo |
| Guilherme Luís de Württemberg | Pai: Everardo III de Württemberg  | Avó paterna: Bárbara Sofia de Brandemburgo | Bisavó paterna: Catarina de Brandemburgo-Küstrin               |
| Guilherme Luís de Württemberg | Mãe: Ana Catarina de Salm-Kyrburg | Avô materno: Otto II de Salm               | Bisavô materno: João VIII de Salm                              |
| Guilherme Luís de Württemberg | Mãe: Ana Catarina de Salm-Kyrburg | Avô materno: Otto II de Salm               | Bisavó materna: Ana de Hohenlohe-Waldenburg                    |
| Guilherme Luís de Württemberg | Mãe: Ana Catarina de Salm-Kyrburg | Avó materna: Doroteia de Solms-Laubach     | Bisavô materno: João Jorge I de Solms-Laubach                  |
| Guilherme Luís de Württemberg | Mãe: Ana Catarina de Salm-Kyrburg | Avó materna: Doroteia de Solms-Laubach     | Bisavó materna: Margarida de Schönburg-Glauchau                |